# Benno von Nostitz-Wallwitz
Benno von Nostitz-Wallwitz (* 1. Januar 1865 in Dresden; † 5. Februar 1955 in Sohland a. d. Spree) war ein Landesbestallter und Landesältester der Landstände der sächsischen Oberlausitz.

## Leben

### Karriere
Benno von Nostitz-Wallwitz entstammte dem Adelsgeschlecht derer von Nostitz. Der Sohn des königlich-sächsischen Gesandten in Berlin Oswald von Nostitz-Wallwitz (1830–1885) und seiner Frau Anna geb. Freiin von Wilkens-Hohenau (1842–1923) besuchte das Friedrich-Gymnasium in Altenburg und die Klosterschule Ilfeld. Er schlug zunächst eine militärische Karriere ein und wurde am 19. April 1893 zum Oberleutnant beim Garde-Reiter-Regiment ernannt. Er diente in mehreren Verwendungen, u. a. als Adjutant der 1. Kavallerie-Brigade Nr. 23. Am 26. März 1899 erfolgte seine Beförderung zum Rittmeister. Unter Genehmigung seines Abschiedsgesuches wurde er am 26. Oktober 1902 zur Disposition gestellt.
Durch königliche Ernennung war er von 1914 bis zu deren Auflösung 1918 Mitglied der I. Kammer des Sächsischen Landtags. Im Ersten Weltkrieg fungierte er zudem bei der Feldgendarmerie des XII. (I. Königlich Sächsischen) Armee-Korps und nahm als Major seinen Abschied aus dem Militärdienst. Von 1928 bis 1945 war er Präsident der Oberlausitzischen Gesellschaft der Wissenschaften zu Görlitz.

### Familie
Benno von Nostitz-Wallwitz adoptierte Oswalt von Nostitz (1908–1997) im Jahr 1932 wegen seiner eigenen Kinderlosigkeit und machte ihn zum Erben seines Vermögens, zu dem mehrere Rittergüter in Sohland an der Spree gehörten. Seine Brüder waren der deutsche Verwaltungsbeamte Karl Néale von Nostitz-Wallwitz (1863–1939) und der Politiker und Diplomat Alfred von Nostitz-Wallwitz (1870–1953).

## Werke
- Das militärische Delikt des Ungehorsams. Leipzig 1905.